# Vikas Gowda
Vikas Gowda (Kannada:ವಿಕಾಸ್ ಗೌಡ) (Mysore, 5. srpnja 1983. - ) je indijski atletičar i bacač diska i kugle, dvostruki azijski prvak i osvajač zlata na Igrama Commonwealtha 2014. u škotskom gradu Glasgowu. Iako je Vikas rođen u Mysoreu, odrastao je u Fredericku, u američkoj saveznoj državi Maryland. Njegov otac, Shive, po kojemu je dobio drugo ime, bio je član indijskog olimpijskog tima  u Seulu 1988.
Kao student Sveučilišta Sjeverne Karoline na Chaper Hillu, natjecao se 2006. u američkom državnom NCAA prvenstvu koledža i sveučilišta.
Svoj osobni rekord (66,28 m), što je ujedno indijski državni rekord, bacio je 2012. Do njega je napredovao četiri godine, od nastupa na  Olimpijskim igrama u Pekingu 2008., gdje je s hicem od 60,69 m u kvalifikacijama osvoji 22. mjesto, nedovoljno za ulazak u završnicu natjecanja. Na Olimpijskim igrama u Londonu 2012. u kvalifikacijama je osvojio 5. mjesto bacivši 65,20 metara, plasirao se u završnicu natjecanja. U završnici je bacio 64,79 m i osvojio 8. mjesto.
Svoju prvu zlatnu medalju na Azijskom prvenstvu osvojio je 2013. u Punu, s hicem od 64,90 metara. Podržan je od strane Olympic Gold Questa. Svoj osobni rekord u bacanju kugle iznosi 19,62 metra, a bačen je u Atlanti 12. svibnja 2005.
Na Igrama Commonwealtha 2014. osvojio je zlatnu medalju za Indiju s hicem od 63,64 metara, čime je postao drugi Indijac koji je osvojio zlato u atletici na tim igrama, poslije Milkhe Singha, trkača na 440 jarda na Igrama Commonwealtha 1958. u Cardiffu.
Vikas Gowda je nastupio na Svjetskom prvenstvu u atletici 2015. u Pekingu u kvalifikacijama bacio 63,86 metara i osvojio 7. mjesto u kvalifikacijama, čime se plasirao u završnicu, u kojoj je osvojio 9. mjesto bacivši 62,24 metra.